# Уппсала (лен)
Лен Уппса́ла (Упсала; швед. Uppsala län) — лен, расположенный на балтийском побережье Швеции. Граничит с ленами Стокгольм, Сёдерманланд, Вестманланд и Евлеборг. Административный центр — город Уппсала.
В основном, расположен на территории исторической провинции Уппланд, однако небольшие участки относятся к провинции Естрикланд.

## Административное деление
Лен состоит из 8 коммун:
- Эльвкарлебю, центр — Скутшер,
- Тиерп, центр — Тиерп,
- Эстхаммар, центр — Эстхаммар,
- Уппсала, центр — Уппсала,
- Энчёпинг, центр — Энчёпинг,
- Хобу, центр — Больста,
- Книвста, центр — Книвста,
- Хебю, центр — Хебю.

## Палеогенетика
У образца ven001 из Венделя в коммуне Тиерп (вендельский период, могила XIV, 560/570 – 610/620 гг.) определили Y-хромосомную гаплогруппу R1b-L151>R1b-U106>S263>S499>L48>CTS3104>S5940>BY18087 (xY85376,BY106588) и митохондриальную гаплогруппу U4c1.

## Интересные факты
В состав лена входит западная часть Меркета, самого маленького в мире острова, разделённого между странами.